# Zelený kádr (partyzánská skupina)

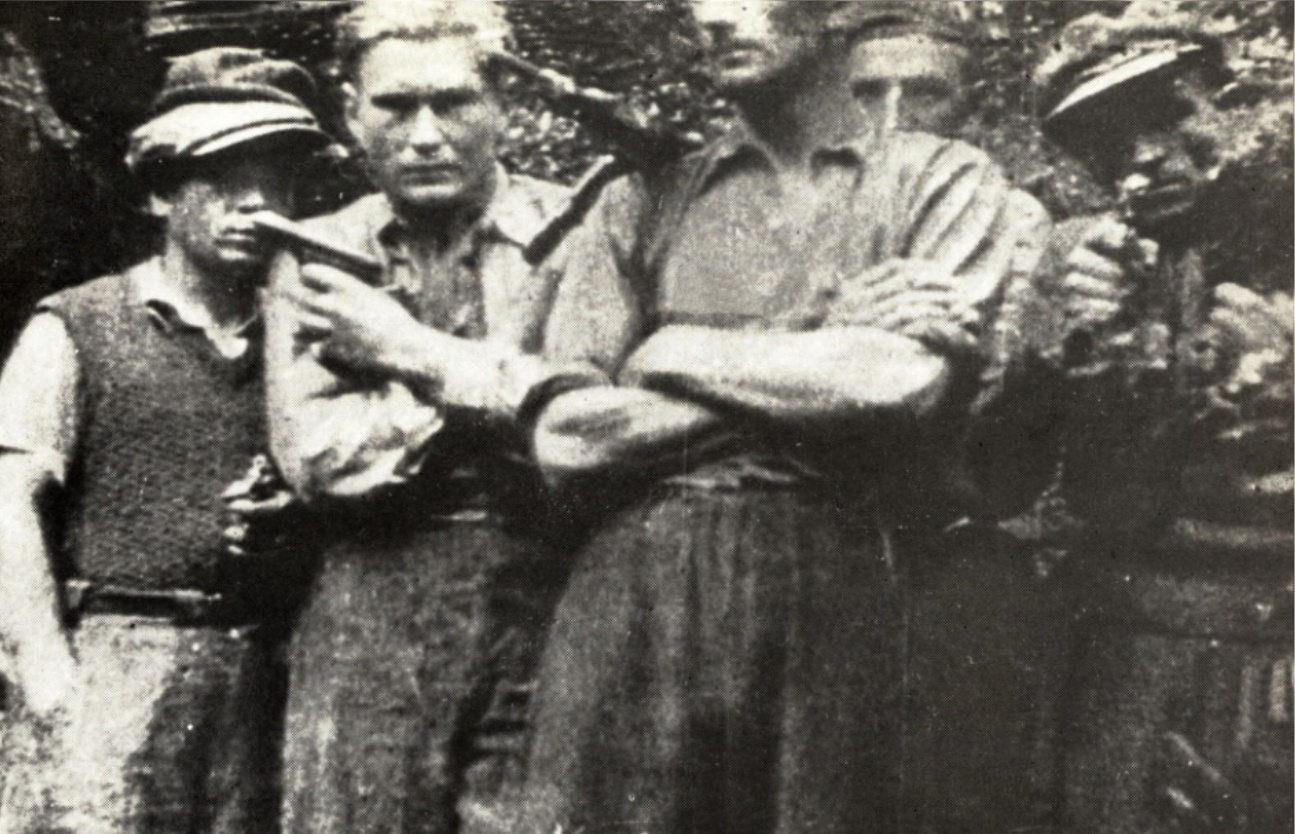
Pětice partyzánů z odbojové skupiny Zelený kádr v lesním táboře kdesi v Hostýnských vrších

Zelený kádr byla za protektorátu jedna z prvních partyzánských skupin v českých zemích sestavená z odbojářů působících na území Prostějovska a Kroměříšska a existující v období od března 1942 do listopadu 1942.

## Podrobněji

### Vznik, velikost, teritoriální působnost
Partyzánská jednotka s názvem Zelený kádr vznikla z iniciativy kroměřížského obchodníka Josefa Masného (25. dubna 1916 – 24. listopadu 1942), který (spolu s tamějšími členy Sokola) položil její základy. Vlastenecky smýšlející „odpůrci protektorátu“ se pravidelně scházeli v Masného rekreační chatě nad obcí Chomýž a od řečí se postupně dostali i k činům (zhotovovali a rozšiřovali letáky s protiněmeckou tematikou a také plánovali a promýšleli různé sabotáže). Podstatnou změnu koncepce aktivit „spiklenců“ způsobil truhlářský dělník František Vychodil (10. května 1914 – 24. listopadu 1942) ze Dzbelu u Konice. František Vychodil byl významným předákem a vlastencem tamějšího ilegálního hnutí, byl na útěku a čelil pronásledování německými bezpečnostními složkami za rozšiřování nelegálních letáků a tiskovin. Vychodil se připojil k Masnému a ujal se velitelské funkce. Jak velitel (František Vychodil), tak i jeho zástupce (Josef Masný) se seznámili během vojenské služby za všeobecné mobilizace v září roku 1938. Základnu jednotky Zelený kádr tvořila zpočátku rekreační chata Josefa Masného umístěná v prostoru nad obcí Chomýž v Hostýnských vrších.

### Název oddílu
Název partyzánského oddílu (Zelený kádr) byl inspirován románem Jana Václava Rosůlka s názvem Noha, plukovník zeleného kádru, vydaným v Praze v roce 1928. Téměř třísetstránková kniha pojednává o lidech (tzv. zelených kádrech), kteří na konci první světové války (jako protest proti válce a monarchii) uprchli z rakousko–uherské armády a přežívali ukryti na různých místech (převážně v lesích). Partyzánský oddíl užíval tento autentický název již v době existence lesního tábora a jeho německý překlad „Grüner Kader" používaly německé policejní protektorátní úřady ve svých hlášeních pojednávajících o této skupině.

### František Sýkora
V jednotce významnou měrou politicky působil i truhlářský dělník František Sýkora (24. června 1906 – 5. listopadu 1942) z ilegální KSČ z Prostějovska. Sýkora pocházel z Litomyšle, byl od mládí komunistou, do ilegální činnosti KSČ na Kojetínsku se zapojil ihned po vyhlášení protektorátu a stal se vedoucím ilegální skupiny KSČ v Klenovicích na Hané. Po prozrazení jeho ilegální činnosti v roce 1940 se Sýkorovi podařilo vyhnout se zatčení. Dal na manželčino včasné varování, přešel do ilegality a ukrýval se na různých místech. Nakonec se dostal do lesů ke skupině Zelený kádr, kde kromě politické podpory zastával v lesním táboře funkci partyzánského kuchaře přezdívaného jako „Děda“.
Při přepadení lesního tábora (14. října 1942) zatýkacím komandem byl František Sýkora (s falešným průkazem na jméno Vojtěch Král – stolařský pomocník) těžce zraněn, převezen do Baťovy nemocnice ve Zlíně, kde pod policejním dohledem lékaři všemožně usilovali o jeho přežití, aby mohl být podroben výslechu. (Gestapo se zajímalo především o další stanoviště Zeleného kádru, o ostatní členy oddílu a jejich napojení na okolní odbojáře a o místní podporovatele partyzánů.) K nemocničnímu lůžku byla přivezena i Sýkorova manželka, ale ani ta jej nepřiměla k výpovědi – Sýkora nepromluvil a nikoho nezradil. Zemřel v Baťově nemocnici ve Zlíně před polednem 5. listopadu 1942.

Významní členové Zeleného kádru
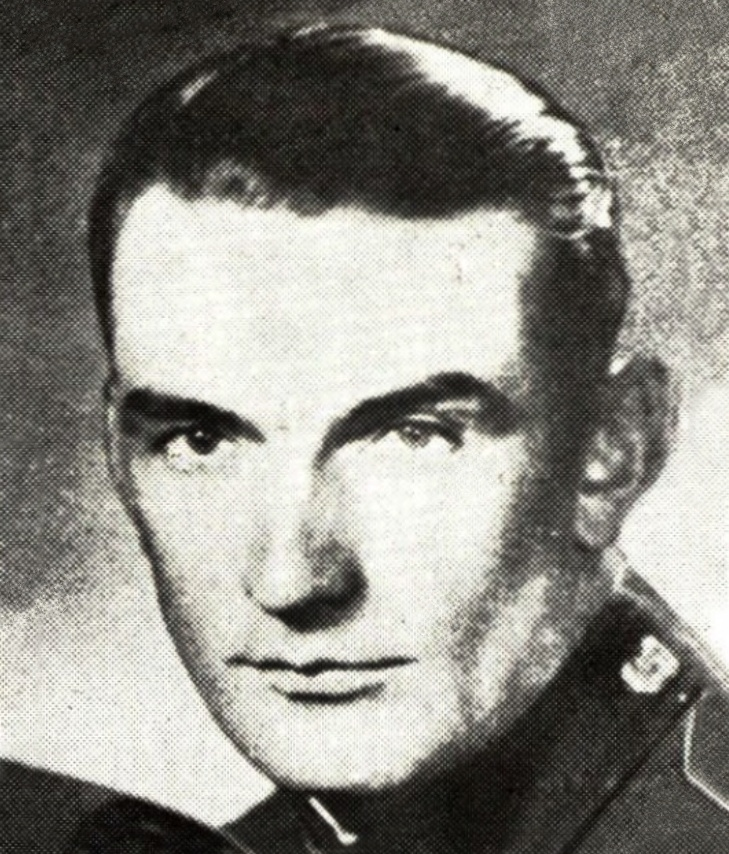
Velitel jednotky – František Vychodil
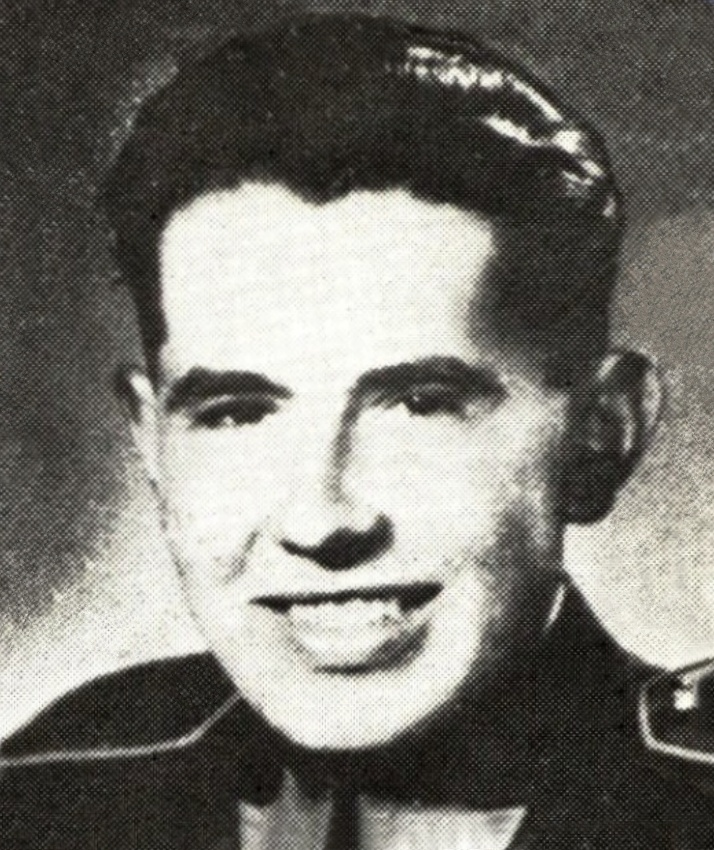
Zástupce velitele jednotky – Josef Masný
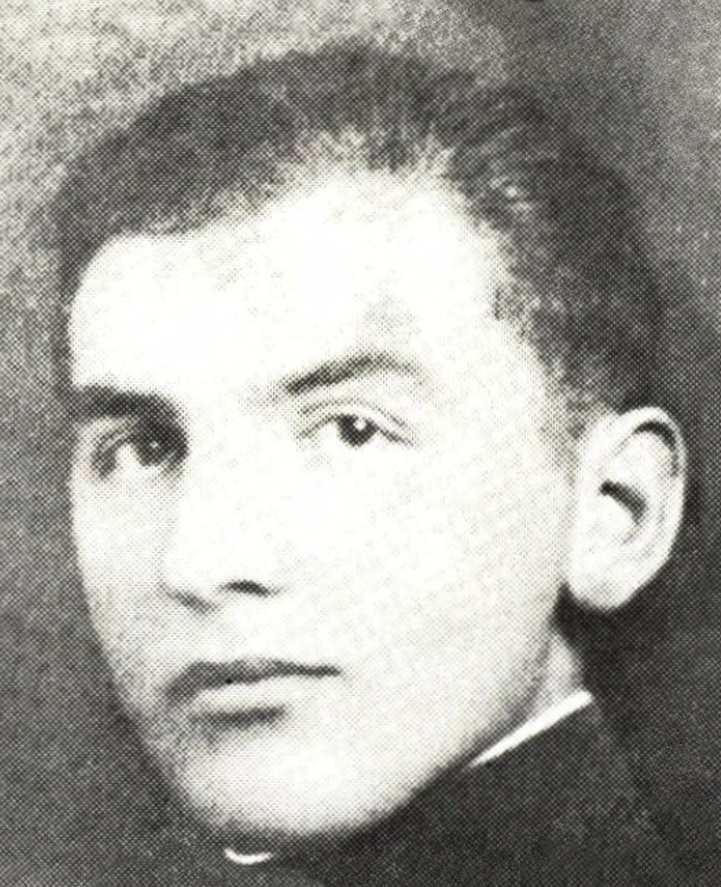
Politická opora jednotky – komunista František Sýkora

### Úderná jednotka, lesní tábor, bunkry
Kromě vlastní jednotky disponoval Zelený kádr i ozbrojenou bojovou (údernou) jednotkou tvořenou asi 15 muži. Ta byla vytvořena z Vychodilovy iniciativy, byla vyzbrojena pistolemi, puškami a ručními granáty ukořistěnými z holešovských kasáren 10. hraničářského praporu a také ze zdrojů bývalého okresního úřadu v Holešově. (Tyto zbraně byly před Němci původně porůznu ukryty). Partyzánská skupina se průběžně početně rozrůstala o muže a ženy až do maximálního počtu 160 osob, působila v prostoru Hostýnských vrchů a u obce Chomýž (hlouběji v lesích) měla zbudovaný tzv. lesní tábor (táborovou základnu).
Posláním lesních táborů bylo střídavě z různých míst přepadat sídla vojenských posádek, služebny nacistických policejních orgánů, budovy okupačních i protektorátních úřadů, podminovávat železniční tratě, vyhazovat do povětří vojenské transporty a vlaky s dodávkami válečného materiálu pro frontu, rozvíjet a provádět celkovou diverzní a sabotážní činnost.
Josef Přikryl, O poslání partyzánských lesních táborů, 
V lesním táboře se členové Zeleného kádru učili zacházet s výbušninami a se zbraněmi. (Nedílnou součástí výcviku byla i cvičení ve střelbě.) Plány přepadů nejrůznějších nacistických objektů vypracovávali partyzáni na pokyn velitele Františka Vychodila. Také procházeli nácvikem zneškodňováni nepřátelských hlídek a stráží, kladení výbušných náloží a tréninkem v obdobných diverzních činnostech.
Materiál na výstavbu tábora (stany, pokrývky, nádobí) pocházel ze sokolského materiálu, který se podařilo před Němci zatajit. Zelený kádr měl zbudovány dva bunkry (na „Kopřivné“ pod kopcem „Bečka“ za Ráztokou). Zásobování partyzánů bylo zajištěno vybudováním tzv. podpůrných skupin (v Kroměříži, Holešově, na Rusavě a v Rajnochovicích).

### Spojení s ostatními
Partyzánská jednotka Zelený kádr byla podporována poměrně rozvětvenou sítí spolupracovníků tvořenou členy komunistického i nekomunistického odboje (jednalo se o ilegální skupiny působící na Zlínsku, Přerovsku, Olomoucku, Holešovsku, Valašskomeziříčsku a Ostravsku). Kromě toho byli partyzáni napojeni i na ilegální zemské vedení KSČ na Moravě. Toto zemské vedení vzniklo v roce 1941 a jeho úkolem byla propagandistická a organizační činnost zacílená k přechodu odbojových skupin k ozbrojenému způsobu boje s nacistickými okupanty.
Dostat se do rukou gestapa je ... — vždy spojeno s nebezpečím smrti. Proto je nutno všemi prostředky zatčení se vyhnouti. Je lépe utéci, jit do lesů, být psancem, spojit se v bojové družiny, opatřit si zbraně a vykonávat na okupantech nelítostnou mstu — než vydat se těmto vrahům bez odporu a dobrovolně a být jimi vlečen na popraviště ...
Klement Gottwald o charakteru odboje ve vysílání čs. rozhlasu z Moskvy, 
Zároveň vedení partyzánské jednotky Zelený kádr na počátku roku 1942 plánovalo propojení s ostravskou partyzánskou skupinou Lvice (působící na Přerovsku), se západomoravskou skupinou Nemo a přes hranice Moravy následnou „expanzi“ do východních Čech a jižních Čech. Zbudování vazby Zeleného kádru na brněnskou odbojovou skupinu Nemo se sice zdařilo, ale stalo se partyzánům Zelného kádru osudným.

### Aktivity
Záškodnické aktivity Zeleného kádru spočívaly nejen v ilegálním získávání zbraní, ale zahrnovaly přepady menších skupin německých vojáků, odkrývání a likvidaci kolaborantů, přepadávání nacisticky smýšlejících členů lesního personálu (cílem bylo získat zbraně), destrukci a všemožné sabotáže na železničních tratích (Přerov-Břeclav; Kojetín-Valašské Meziříčí) atd. Tyto činy byly zamýšleny jako příprava na další budoucí rozvinutí rozsáhlejší partyzánské aktivity Zeleného kádru. Partyzáni prováděli i lety osvědčené sabotáže: zapalování železničních vagonů a sypání písku do ložisek železničních vagonů. Od května 1942 do září 1942 uskutečnili členové Zeleného kádru (podle záznamů z doby po druhé světové válce) například:
- 25. května 1942: přepad části zvláštní německé jednotky nacistických ozbrojených sil SS – konkrétně útvaru Waffen-SS u Hostýna;
- 15. června 1942: sabotáž (uvolnění šroubů kolejnic) na železniční trati Hulín — Holešov — Valašské Meziříčí;
- 1. července 1942: podminováni a vyhození do povětří propustě v prostoru za Rusovou;
- 8. července 1942: zapálení vagónu slámy patřící do vojenského transportu na železniční trati Hulín — Přerov;
- 2. září 1942: přepadení německého statku umístěného v zámku u Holešova.[1][7]

### Zásahy německých bezpečnostních orgánů
Soustředěným úsilím služeben (expozitur) gestapa operujících na území střední a severní Moravy a nasazením konfidentů se nakonec Němcům podařilo partyzánské jednotce Zelený kádr přijít na stopu, následně ji rozkrýt a posléze její jednotlivé členy postupně „eliminovat“.

#### Jan Ondryska
Jeden z čelných představitelů skupiny Nemo – Jan Ondryska – měl vazbu na Zelený kádr a poté, co byl získán brněnským gestapem coby jejich spolupracovník, zavedl dne 13. září 1942 Němce (přepadovou skupinu ochranné policie z holešovských kasáren, gestapa, Waffen-SS a Wehrmachtu) přímo k chatě nad Chomýžem v době, kdy se v objektu právě konala porada štábu Zeleného kádru. (Při této přepadové akci byl Jan Ondryska těžce zraněn a krvácel. Byl dopraven do vězeňské nemocnice v Kounicových kolejích v Brně, opětovně uvězněn a 5. srpna 1943 popraven.) Současně byly obsazeny okolní vesnice Brusné, Hlinsko a Jankovice Z obklíčení se štábu partyzánů sice podařilo prostřílet a spasit se útěkem do táborové (stanové) základny v hloubce lesa, ale i ta byla později (v polovině října roku 1942) vypátrána a přepadena.

#### Jan Kasík
Paradesantní Výsadek S1/R organizovaný Československou vojenskou misí v SSSR (ČsVM) byl do protektorátu vysazen v noci z 9. na 10. září 1941 u Dřínova. Členy výsadku byli: Bohuslav Němec (velitel výsadku), František Ryš, František Brauner a Jan Kasík. Výsadek svoje cíle nesplnil, došlo k jeho rozptýlení a později (díky zradě dvou parašutistů z výsadku Aroš – Ferdinanda Čihánka a Rudolfa Mišutky) byli jeho členové německým protiparašutistickým referátem odhaleni a zatčeni.

Někteří příslušníci výsadku S1/R
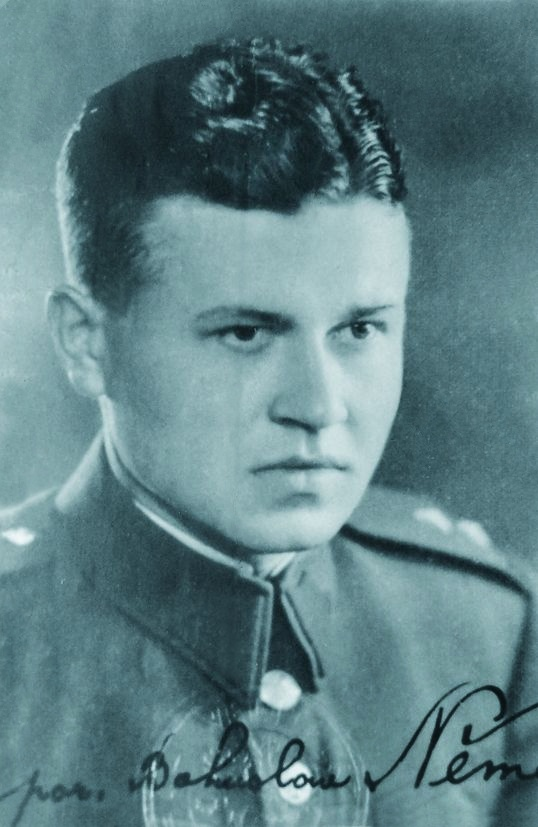
Bohuslav Němec
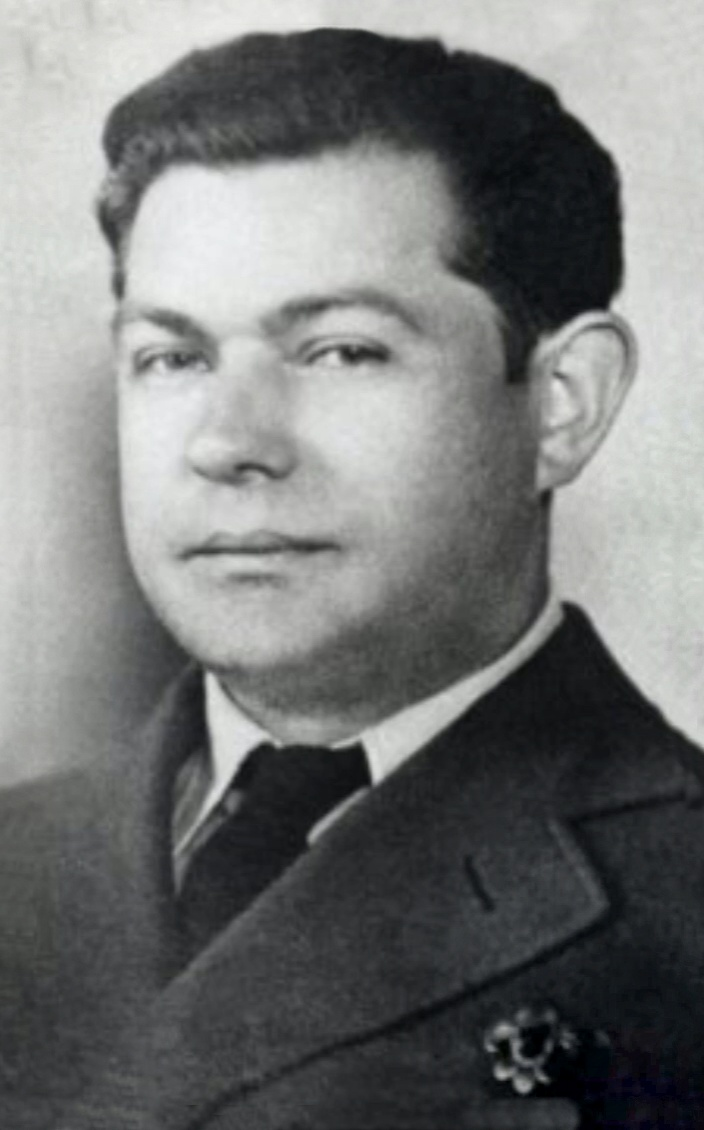
František Ryš
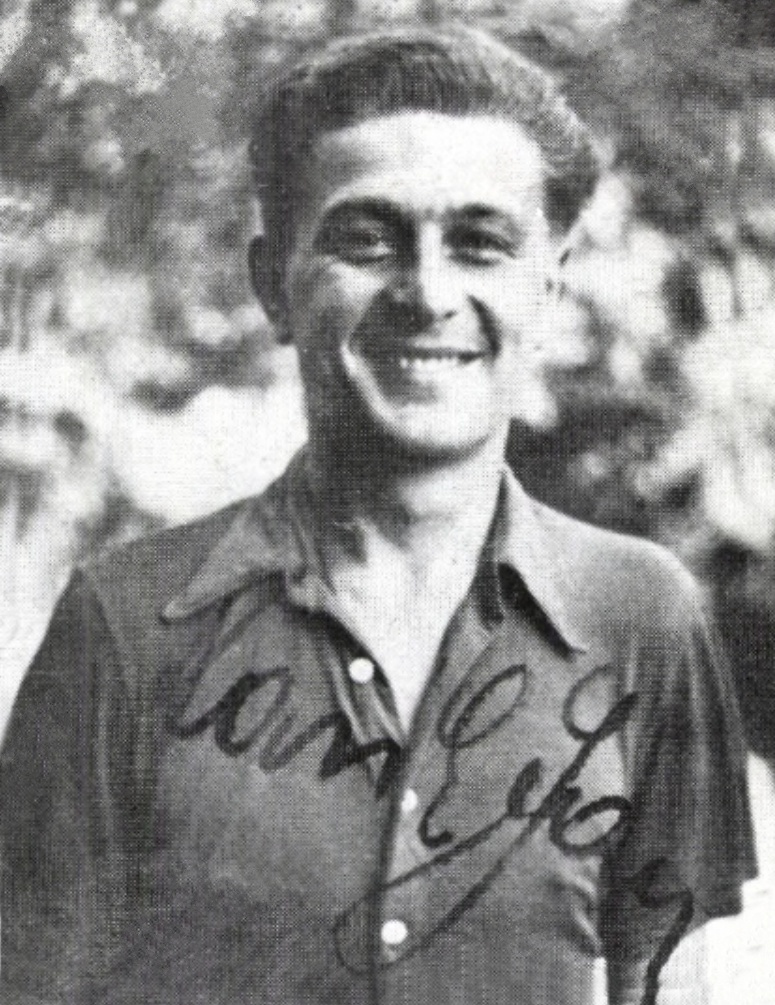
Jan Kasík

A byl to právě Jan Kasík, který pronikl až do tábora Zeleného kádru coby příslušník naší zahraniční armády v Sovětském svazu (kterým původně skutečně byl) a tam jednal se štábem Zeleného kádru jako parašutista. Na přepadení tábora a boj s partyzány se gestapo nějakou dobu technicky připravovalo. Tábor byl přepaden 14. října 1942. Většině partyzánů se únik z oblasti podařil, zranění však byli zajati, celkově ale partyzáni přišli o mnoho potřebného materiálu (došlo i ke ztrátě nějakých dokumentů). Němci stanový tábor zničili a zabavili zde nalezené předměty. V rukou přepadového komanda tak skončily zásoby šatstva, potravin, zbraní, potřeb k vaření a k přebývání v lese. Vyšetřovací složky získaly také deník Zeleného kádru, do kterého byly zapisovány události skupiny doprovázené značným množstvím fotografií.

#### Na útěku, v obklíčení, ...
Zbylí členové Zeleného kádru byli nuceni z konspiračních důvodů několikrát měnit místo pobytu a navíc byla v říjnu 1942 vyřazena i podpůrná síť jejich spolupracovníků. Útěk partyzánů z protektorátu byl znemožněn tím, že Němci neprodyšně uzavřeli hranici na Slovensko. Členové Zelného kádru se proto rozptýlili po vesnicích na Drahanské vrchovině a partyzáni ze štábu Zeleného kádru se nakonec ukryli na Konicku (na Prostějovsku), kde ale jejich úkryt vyslídilo gestapo. Velký zátah gestapa (tzv. Jagdkomanda) na Konicku, v osadách Dzbel, Budětsko a v jejich okolí se uskutečnil 24. listopadu 1942. Nejprve byl zástupce velitele Zeleného kádru Josef Masný obklíčen toho dne ve Dzbelu a zemřel vlastní zbraní. Později skončil tentýž den i velitel Zeleného kádru František Vychodil rovněž v obklíčení Ve Žlebě a také on volil raději smrt před zatčením.
Ostatní obklíčení partyzáni byli buď zraněni nebo k sebevraždě neměli dost času či odvahy a byli nakonec zajati a zostřenými výslechy (tj. za použití brutálních metod) „informačně vytěženi“. Němečtí vyšetřovatelé tak získané údaje využili k zatýkání prozrazených členů podpůrných skupin k němuž došlo v průběhu zimních měsíců 1942 / 1943.

#### „Míša“
Zátahu na štábní skupinu na Drahanské vrchovině unikla menší jednotka Zeleného kádru. Ta měla krycí označení Míša a její velitel – bystřický občan Karel Bubeníček – ji ukryl v lesích kolem Rusavy a Rajnochovic. Příslušníci Míši, podporovaní valašskými pasekáři, přežili v náročných klimatických podmínkách až do podzimu roku 1944, kdy se sloučili s 1. československou brigádou Jana Žižky a v jejím rámci působili až do konce druhé světové války.

#### Bilance
Celkem měla partyzánská jednotka Zelený kádr v době svého zániku 63 členů a pomocníků. Dvanáct osob zahynulo, sedmnáct bylo zatčeno gestapem (z nich dvanáct bylo popraveno) a dva zůstali nezvěstní.

## Poznámka
Podrobné informace o vzniku, činnosti a zániku v protektorátu první partyzánské skupiny Zelený kádr popsal v útlé knize (jen 55 stran) publicista, historik jihovýchodní Moravy, docent českých dějin a dějin KSČ na Universitě Palackého v Olomouci PhDr. Josef Přikryl, CSc. (21. června 1930 – 17. července 1985). Jubilejní publikace obsahuje relativně velkou obrazovou přílohu a seznam členů a spolupracovníků partyzánské skupiny Zelený kádr.

## Připomínky
- Pomník partyzánské skupině Zelený kádr je umístěn na zelené ploše před budovou mateřské školky v obci Chomýž. Na pomníku je nápis: NA VĚČNOU PAMĚŤ / PARTYZÁNSKÉ / SKUPINY / ZELENÝ KÁDR / PŮSOBÍCÍ V LETECH / 1941 1942 / V HOSTÝNSKÝCH / HORÁCH.[12][13]
- Nedaleko Budětska, v údolí potoka Pilavky na místě zvaném Ve Žlebě byl v roce 1963 odhalen pomník, který připomíná jména a fotografie 4 obětí druhé světové války. Dva z připomínaných jsou vedoucí partyzánské skupiny Zelený kádr: Josef Masný (1916–1942) a František Vychodil (1914–1942). Pomník byl zbudován v místě, kde se před zatčením skrýval (a dobrovolně ukončil svůj život) František Vychodil. (Josef Masný zvolil sebevraždu již dříve předtím v nedaleké obci Dzbel.)[p. 3] Na pomníku je nápis: ZDE PADLI V BOJI S FAŠISTY / JOSEF MASNÝ / *25.IV.1916 / +24.XI.1942 / FRANTIŠEK / VYCHODIL / *10.V.1914 / +24.XI.1942 / LUDMILA / ROZSÍVALOVÁ / *4.III.1898 / + v dubnu 1945 / MIROSLAVA / ROZSÍVALOVÁ / *1.VIII.1924 / + v dubnu 1945.[14][15][5]